# Stefan Szczurowski
Stefan Szczurowski, född den 17 april 1982 i Perth i Western Australia i Australien, är en australisk roddare.
Han tog OS-brons i åtta med styrman i samband med de olympiska roddtävlingarna 2004 i Aten.